# 帕斯夸谷鎮
帕斯夸谷鎮是委內瑞拉的城鎮，由瓜里科州負責管轄，位於該國北部，始建於十八世紀，海拔高度125米，主要經濟活動有農業和畜牧業，2001年人口156,418。

## 外部連結
- Valle de la Pascua MiPunto.com in Spanish;